# Robert Smith (Musiker)

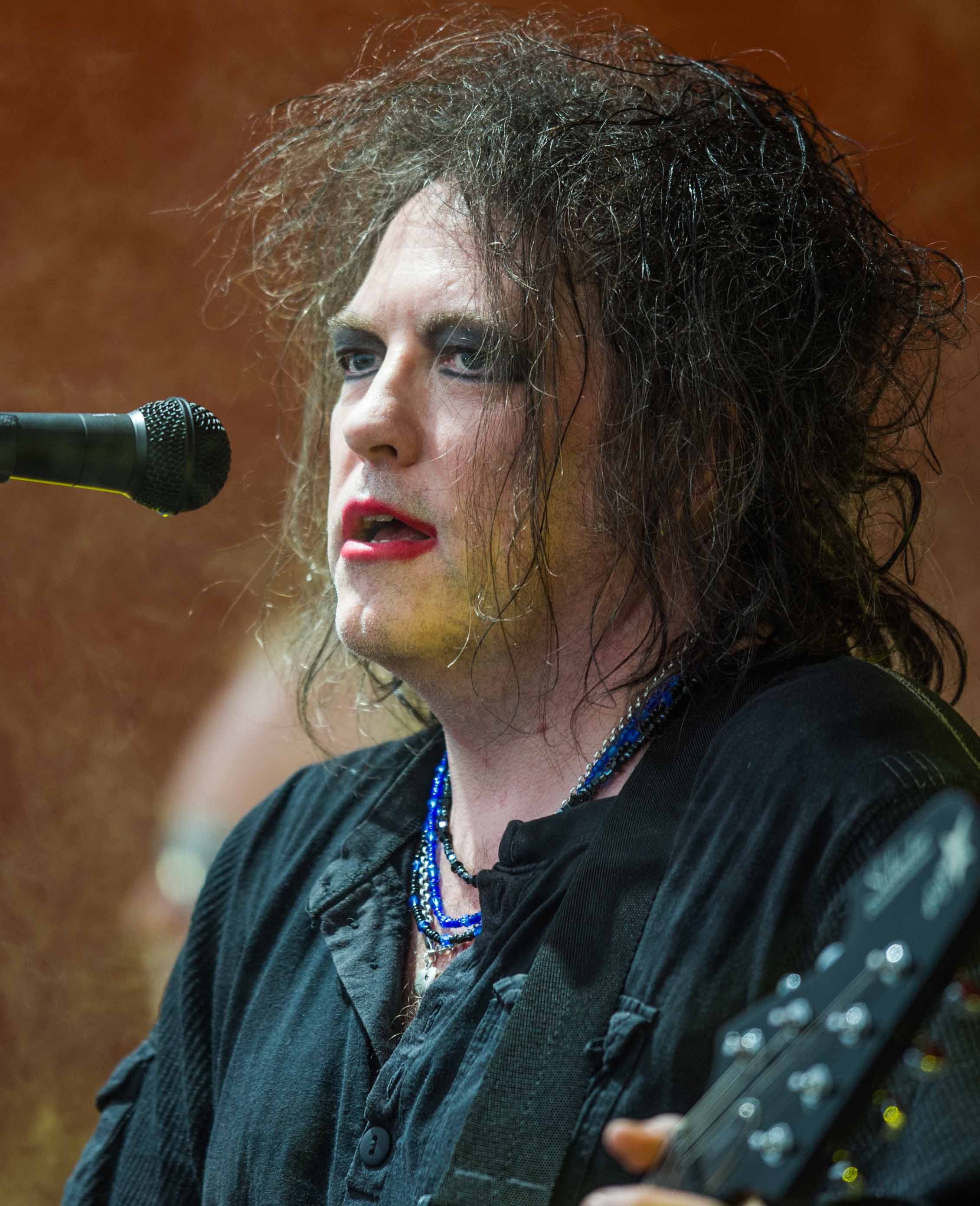
Robert Smith (2012)

Robert James Smith (* 21. April 1959 in Blackpool, England) ist ein britischer Sänger und Gitarrist. Er ist Mitbegründer der Rockband The Cure (1976) und wurde im Oktober 1977, nach dem Ausscheiden von Peter O’Toole, Frontman der Gruppe. Außerdem ist er das einzig dauerhafte Mitglied. Er wirkte auch bei verschiedenen anderen musikalischen Projekten mit, u. a. von 1982 bis 1984 als Leadgitarrist der Gruppe Siouxsie and the Banshees, als Teil des Projekts The Glove (1983) und zusammen mit dem Schlagzeuger Jason Cooper und dem Gitarristen Reeves Gabrels als drittes Mitglied des Bandprojekts COGASM.

## Persönliche Entwicklung
Robert Smith wurde als drittes von vier Kindern geboren. Er hat einen Bruder und zwei Schwestern. Eine Schwester war mit Pearl Thompson, einem der Gitarristen von The Cure, verheiratet. Smith wurde katholisch erzogen und ging zur Notre Dame High School und St. Wilfrid’s Comprehensive School in Crawley. Er erhielt in der Schulzeit gute Noten, aber als er im Alter von elf Jahren begann, Gitarre zu spielen, wurde schnell klar, dass er seine Leidenschaft in der Musik gefunden hatte.
Smith hat 1988 seine Jugendliebe Mary Poole geheiratet, der er das Lied Lovesong auf dem Album Disintegration gewidmet hat. Die beiden haben sich bereits früh entschieden, keine Kinder zu bekommen.

## Erkennungszeichen

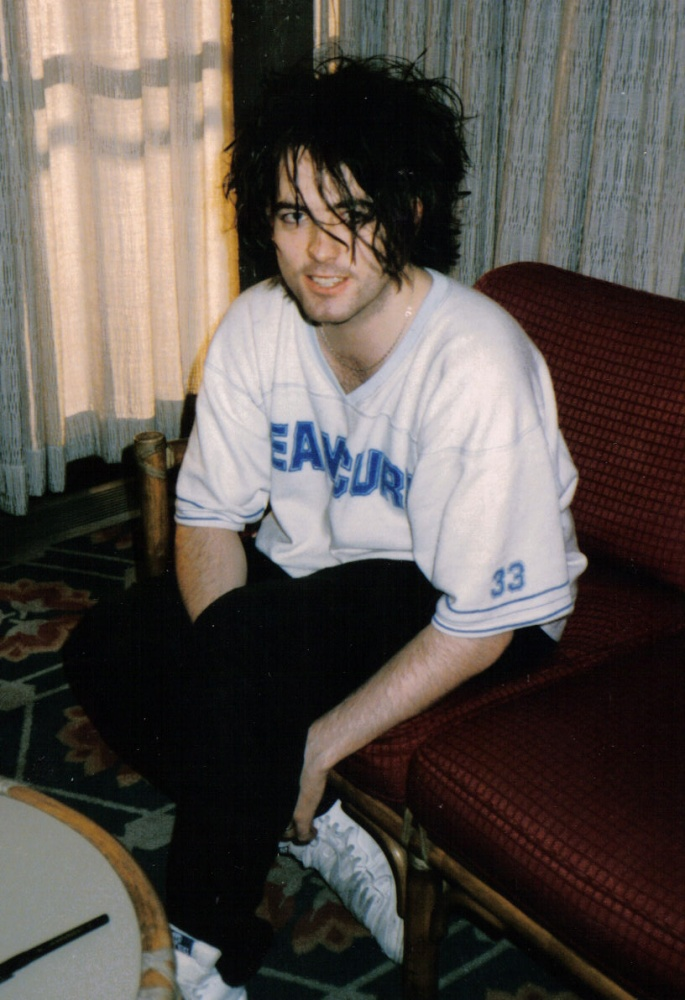
Robert Smith (1985)

Robert Smith trägt auf der Bühne häufig verschmierten roten Lippenstift. Ursprünglich war geplant, den Lippenstift normal zu tragen. Nachdem jedoch aufgrund geschlossener Augen und der Nähe zum Mikrophon während seiner Auftritte der Lippenstift verschmierte, entschloss sich Smith, dies zu seinem Erkennungszeichen zu erheben.

## Kooperationen
Smith arbeitete im Laufe seiner musikalischen Laufbahn mit diversen Musikern und Gruppen zusammen.
Ende der 1970er- und Anfang der 1980er-Jahre war er Gitarrist bei Siouxsie and the Banshees für das Live-Album Nocturne (1983) und das Studioalbum Hyaena (1984) und brachte 1983 mit dem Banshees-Mitbegründer Steven Severin unter dem Bandnamen The Glove das Album Blue Sunshine heraus. Er wirkte im Hintergrundgesang auf dem 1980 erschienenen Album The Affectionate Punch der Associates mit. Der Cure-Song Cut Here (2001) befasst sich mit dem Suizid des Associates-Sängers Billy MacKenzie im Jahre 1997.
Smith kooperierte im Jahr 2003 mit Blink-182 in dem Song All of This und sang mit Billy Corgan eine Cover-Version des Bee-Gees-Hits To Love Somebody auf Corgans Debütalbum The Future Embrace (2005). Bei einer MTV-Unplugged-Show spielten The Cure zusammen mit Korn eine gemischte Version aus dem Korn Song Make Me Bad und Cures Inbetween Days.
Entgegen seiner Absicht Ende der 1980er-Jahre, nie in den Mainstream gelangen zu wollen, was jedoch bereits spätestens nach dem Album Japanese Whispers geschehen sein dürfte, ist Smith im neuen Jahrtausend auch Ausflügen in die Tanzmusik offen gegenüber. So sang er 2004 auf Junior Jacks Club-Hit Da Hype und auf Junkie XLs Perfect Sky (auch als Co-Autor). Mit Blank & Jones nahm er zudem eine Coverversion des Cure-Klassikers A Forest auf. Auf dem Faithless-Album To All New Arrivals erschien mit dem Song Spiders, Crocodiles & Kryptonite ein Remix des Cure-Hits Lullaby. Smith ist auch für den Gesang auf Paul Hartnolls Song Please von dessen 2007 erschienenem Album The Ideal Condition verantwortlich.
Im Jahr 2010 steuerte er den Gesang zum Song Come To Me der britischen Instrumental-Post-Rock-Band 65 Days of Static sowie zum Song Not In Love der kanadischen Elektro-Band Crystal Castles bei. Im darauffolgenden Jahr 2011 kam es zu einer Zusammenarbeit mit der Band The Japanese Popstars auf deren Song Take Forever.
Im Jahr 2020 sang er mit der Band Gorillaz den Titel Strange Timez aus dem Album Song Machine Season One:Strange Timez. Im gleichen Jahr steuerte Smith zum 20. Jubiläum des Deftones-Albums White Pony einen Remix des Songs Teenager bei, bei dem er neben Chino Moreno auf der 20th Anniversary Deluxe Edition des Albums zu hören ist.
| Jahr | Band/Musiker                                             | mitgewirkt bei |
| ---- | -------------------------------------------------------- | --- |
| 1979 | Siouxsie and the Banshees                                | Bandmitglied 1979–1980 und 1982–1984 - Nocturne (Live-Album) und Hyaena (Album)                                                          |
| 1980 | The Associates                                           | The Affectionate Punch (Album) – Hintergrundgesang                                                                                       |
| 1980 | The Stranglers                                           | The Stranglers and Friends – Live in Concert (Album) – Gitarrist bei 3 Songs (Get a Grip on Yourself, Hanging Around, Down in the Sewer) |
| 1983 | The Glove (aka Steven Severin & Robert Smith)            | Blue Sunshine (Album) |
| 1993 | Cranes                                                   | Jewel (Song) – Remix |
| 1997 | Cogasm (aka Jason Cooper, Reeves Gabrels & Robert Smith) | Orgazmo (Film) |
| 1997 | David Bowie                                              | 2 Songs (The Last Thing You Should Do & Quicksand) mit David Bowie während dessen 50. Geburtstagskonzerts                                |
| 2000 | Reeves Gabrels                                           | Yesterday’s gone (Song) |
| 2004 | Blink-182                                                | All of This (Song) |
| 2004 | Tweaker                                                  | Truth Is (Song) |
| 2004 | Earl Slick                                               | Believe (Song) |
| 2004 | Billy Corgan                                             | To Love Somebody (Song) |
| 2004 | Junior Jack                                              | Da Hype (Song) |
| 2004 | Junkie XL                                                | Perfect Sky (Song) |
| 2004 | Blank & Jones                                            | A Forest |
| 2005 | Korn + The Cure                                          | Make Me Bad/Inbetween Days (Song) – MTV Unplugged                                                                                        |
| 2006 | Placebo + The Cure                                       | If Only Tonight We Could Sleep (Live) (Song)                                                                                             |
| 2006 | Faithless                                                | Spiders, Crocodiles & Kryptonite (Song)                                                                                                  |
| 2007 | Paul Hartnoll                                            | Please (Song) |
| 2010 | Anik Jean                                                | J’Aurai Tout Essaye (Song) |
| 2010 | 65daysofstatic                                           | Come to Me (Song) |
| 2010 | Crystal Castles                                          | Not in Love (Song) |
| 2011 | The Japanese Popstars                                    | Take Forever (Song) |
| 2015 | The Twilight Sad                                         | There’s A Girl In The Corner (Song) |
| 2015 | Eat Static                                               | In All Worlds (Song) |
| 2020 | Gorillaz                                                 | Strange Timez (Episode Six) |
| 2020 | Deftones                                                 | Teenager (Robert Smith Remix) |
| 2021 | Chvrches                                                 | How Not To Drown (Song) |
| 2023 | Crosses                                                  | Girls Float † Boys Cry (Song) |

## Sonstiges
Anfang 2010 spielte Robert Smith eine Coverversion des Fain/Hillard-Songs Very Good Advice für den Alice-im-Wunderland-Soundtrack ein. Es war nach dem neu solo eingespielten Cure-Song Pictures of You (Paulmac Remix) für den Soundtrack zu One Perfect Day (2004) die erste eigentlich offizielle Solo-Veröffentlichung unter dem Namen Robert Smith. Für ein John-Martyn-Tributealbum coverte er 2010 dessen Song Small Hours. Dieses Album wurde 2011 veröffentlicht. 2012 steuerte er eine Coverversion des Songs Witchcraft für das Soundtrackalbum Frankenweenie bei. Im Jahr 2015 nahm Robert Smith eine Coverversion des The-Twilight-Sad-Songs There´s A Girl In The Corner auf, die als B-Seite auf deren Single It Never Was The Same erschien.
In einer Folge der amerikanischen Fernsehserie South Park war Smith als Gastsprecher zu hören.
Robert Smith ist Thema im Song Robert Smith in meiner Kneipe von Tommy Finke.
In der Titelrolle des Films Cheyenne – This Must Be the Place spielt Sean Penn einen Rockstar, der durch sein Äußeres an Robert Smith erinnert.